# Volvo FH

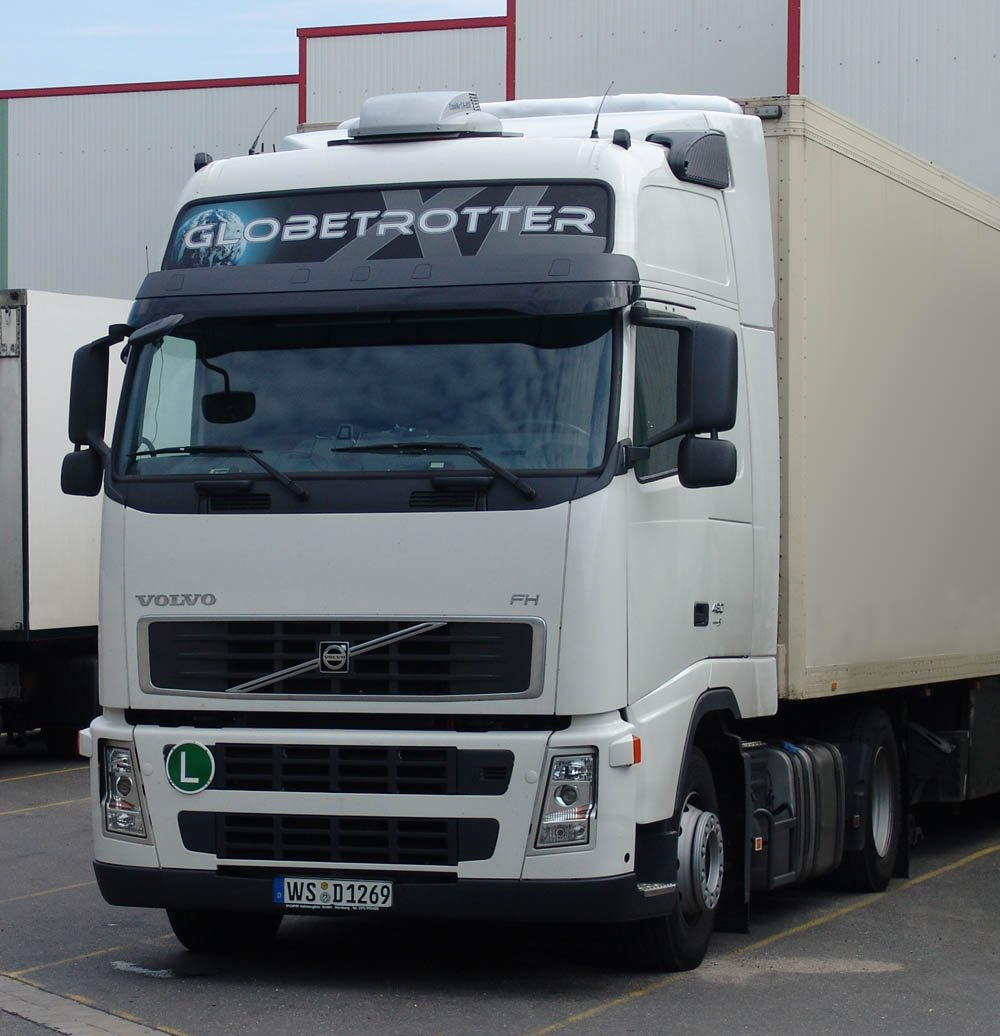
Een Volvo FH Globetrotter

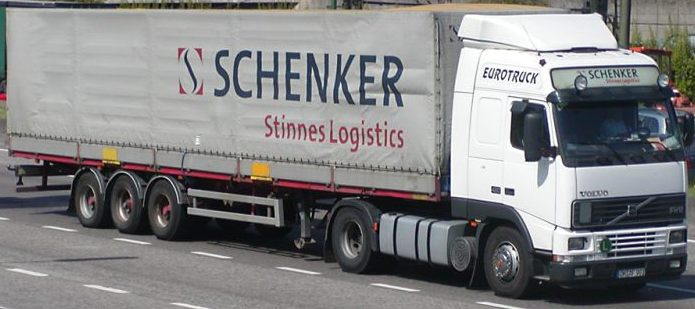
Een Volvo FH12 Globetrotter van de eerste generatie 1993-2002

De Volvo FH is een modelreeks  van het concern Volvo die eind 1993 werd geïntroduceerd. De FH-reeks omvat vrachtwagens voor internationaal wegtransport en het vervoer van zware ladingen over grote afstanden. Het FH-model is voor Volvo zeer succesvol gebleken, met een verkoop van ruim 400 000 stuks in de jaren 90.

## Typeaanduiding
De FH staat voor Forward control (frontstuur) en High cab (hooggeplaatste cabine). Ook de cilinderinhoud van 12 en 16 liter aanvankelijk af te lezen aan de aanduidingen FH12 en FH16. In latere versies werden de getallen weggelaten.

## Cabines
De H in de aanduiding van de hele reeks slaat niet op de inwendige hoogte van de cabine, maar op de hoge plaatsing, waardoor de motor en andere mechanische delen grotendeels onder de cabinevloer weggewerkt kunnen worden. De tamelijk vlakke vloer wordt op prijs gesteld door chauffeurs, maar voor de opstap naar de cabine hebben ze drie treden nodig, tegen twee bij een Volvo FM. De FH is daarmee minder geschikt voor distributieverkeer.
De cabines worden geleverd in verschillende uitvoeringen en hoogtes: een dagcabine, slaapcabine, slaapcabine met een hoog dak en een slaapcabine met een extra hoog dak. De twee uitvoeringen met een hoog dak zijn bekend onder de naam Globetrotter en Globetrotter XL. Deze verhoogde uitvoeringen zijn op verschillende modelreeksen beschikbaar, waaronder de FH. Het Globetrotter-concept bleek in een grote vraag te voorzien en droeg bij aan het marktsucces van Volvo.

## Geschiedenis
Eind 1993 introduceerde Volvo de opvolger van de bekende F-serie (onder andere de F86 en de F88, die ongeveer 25 jaar in productie was geweest. De FH werd geheel vanaf een schone lei ontworpen en de ontwikkeling duurde ruim zeven jaar.

## Eerste generatie (1993–2002)

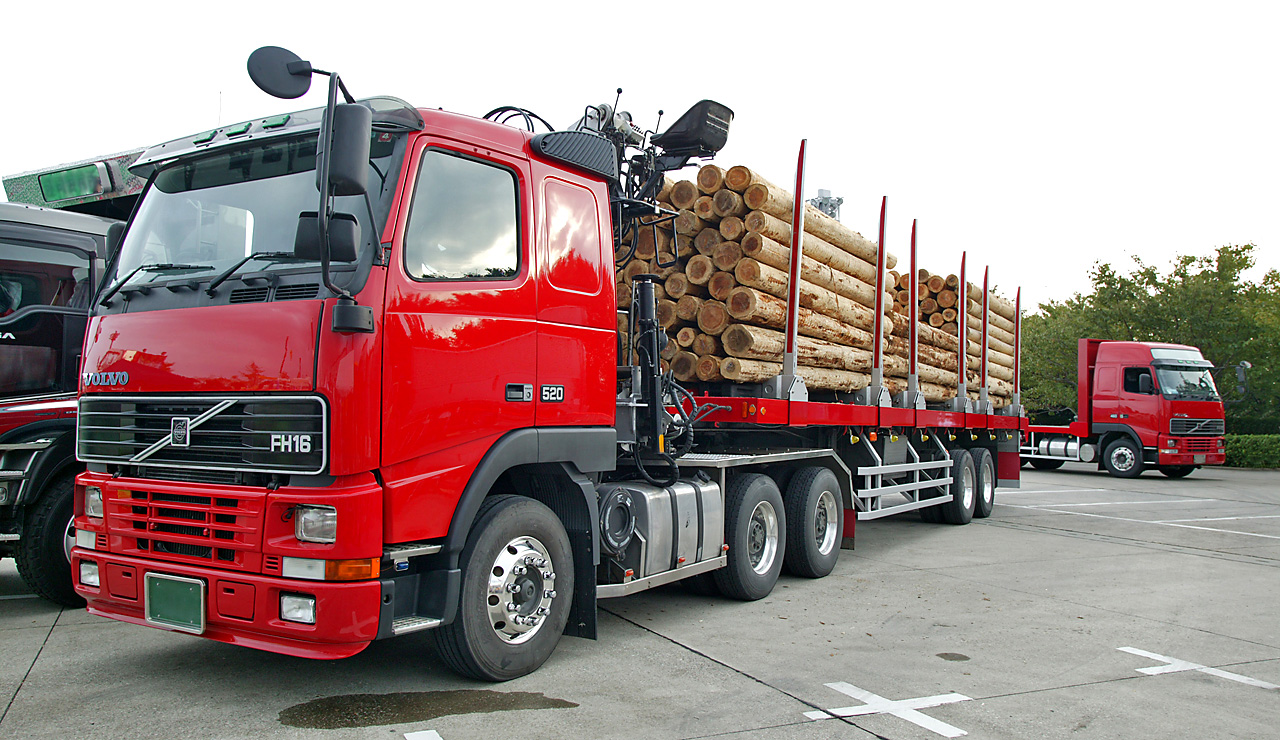
FH16

De twee modellen de FH12 en de FH16 hadden grotendeels dezelfde cabine en chassis. De FH12 werd in 1994 uitgeroepen tot Truck of the Year.

### Design en technologie

#### Cabine
De cabines worden in Umeå (Zweden) geproduceerd en zijn  aerodynamisch efficiënter dan de nogal hoekige cabines van de voorganger, de F-serie. Daarnaast werd de ergonomie verbeterd, met onder andere een nieuwe chauffeursstoel. Ook werd het gewicht met ca. 30% gereduceerd. In 1995 werd de FH-serie voorzien van een SRS-airbag.

#### D12-motor
De D12A-motoren worden geproduceerd in de Zweedse stad Skövde. De fabriek was speciaal gebouwd voor de productie van deze motoren. Bij het ontwerp van werd rekening gehouden met vraag naar meer vermogen en schonere uitlaatgassen.

#### Volvo Engine Brake
De Volvo Engine Brake (VEB) is een systeem dat geïntroduceerd werd bij de D12A-motor. Een dieselmotor kan niet op de manier van een benzinemotor remmen op de motor, maar bereikt iets soortgelijks door een uitlaatrem. Deze sluit de  uitlaat deels of geheel af voorbij het uitlaatspruitstuk. De VEB is hier een aanvulling op. De uitlaatrem veroorzaakt een hoge druk in het uitlaatspruitstuk waar het VEB gebruik van maakt. Tijdens de inlaatslag wordt de uitlaatklep in de cilinder iets geopend, zodat gas uit het uitlaatspruitstuk aangezogen wordt. Daardoor wordt de druk in de cilinder hoger dan normaal. Bij de compressieslag, die daarna volgt, moet de opgaande zuiger dus tegen de hogere druk in werken, wat een remmend effect heeft. Aan het eind van de compressieslag gaat de uitlaatklep opnieuw een beetje open, waardoor het gas uit de cilinder, dat dan een hoge druk heeft, in het uitlaatspruitstuk geblazen wordt. De arbeidsslag, die daarna volgt, heeft dus minder druk, wat opnieuw vertragend werkt. Vlak voor de zuiger zijn onderste dode punt bereikt, is de gasdruk in de cilinder laag en gaat de uitlaatklep opnieuw een beetje open, zodat het gas uit het spruitstuk in de cilinder stroomt. Daarna gaat de zuiger omhoog voor de uitlaatslag waarbij hij nogmaals gehinderd wordt door de hoge tegendruk.
Het VEB-systeem gebruikt de druk van de smeerolie om de uitlaatklep in een andere positie te duwen. Bij de introductie moest de chauffeur het systeem met de hand activeren tijdens het remmen, in latere versies gaat dat automatisch en is er een voorkeuze van de manier waarop het systeem ingezet wordt, van uitgeschakeld tot volledig ingeschakeld, met tussenliggende keuzes.

### Facelift
In 1998 kreeg de FH een facelift.

## Tweede generatie (2002-2012)
De FH-generatie die in het het najaar van 2002 uitgebracht werd, maakt gebruik van een nieuwe zescilinder turbodieselmotor met een inhoud van 12,7 liter.
Deze motor wordt geleverd in vier vermogensvarianten van 400pk/2000Nm, 440pk/2200Nm, 480/pk2400Nm en 520pk/2500Nm. De motoren maken gebruiken van Selectieve Katalytische Reductie (SKR), waardoor de motoren voldoen aan de emissienormen volgens de standaarden Euro 4- en Euro 5.

## Derde generatie (2012-2024)
In september 2012 heeft de FH belangrijke vernieuwingen ondergaan, met een groot aantal technische vernieuwingen en  een vernieuwde cabine. Ook zijn er motoren geïntroduceerd die voldoen aan de Euro6-standaard

### Facelift
In 2000 kreeg de FH een facelift.

### FH Electric
Een volledig elektrisch aangedreven versie verscheen in 2022. Deze kreeg de titel Truck van het jaar.

## Vierde generatie (2024-)
In 2024 werd een nieuwe generatie voorgesteld met een aerodynamischere cabine, genaamd Aero.

### FH Aero Electric
FH Aero Electric is de elektrische variant met een bereik van 600 kilometer. Hij wordt vanaf de 2e helft van 2025 in Zweden geproduceerd, en daarna in Gent.

## Galerij

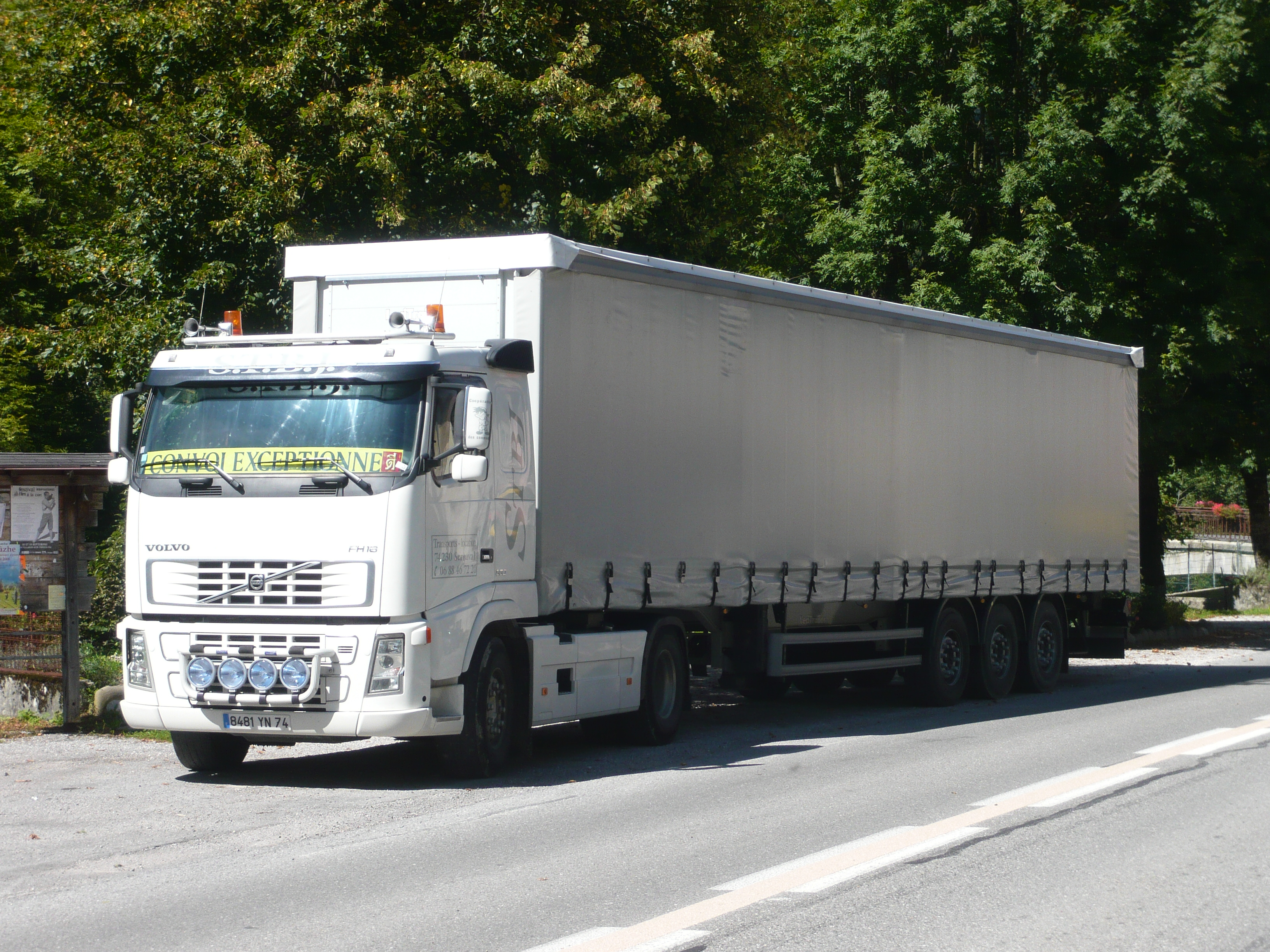
FH16
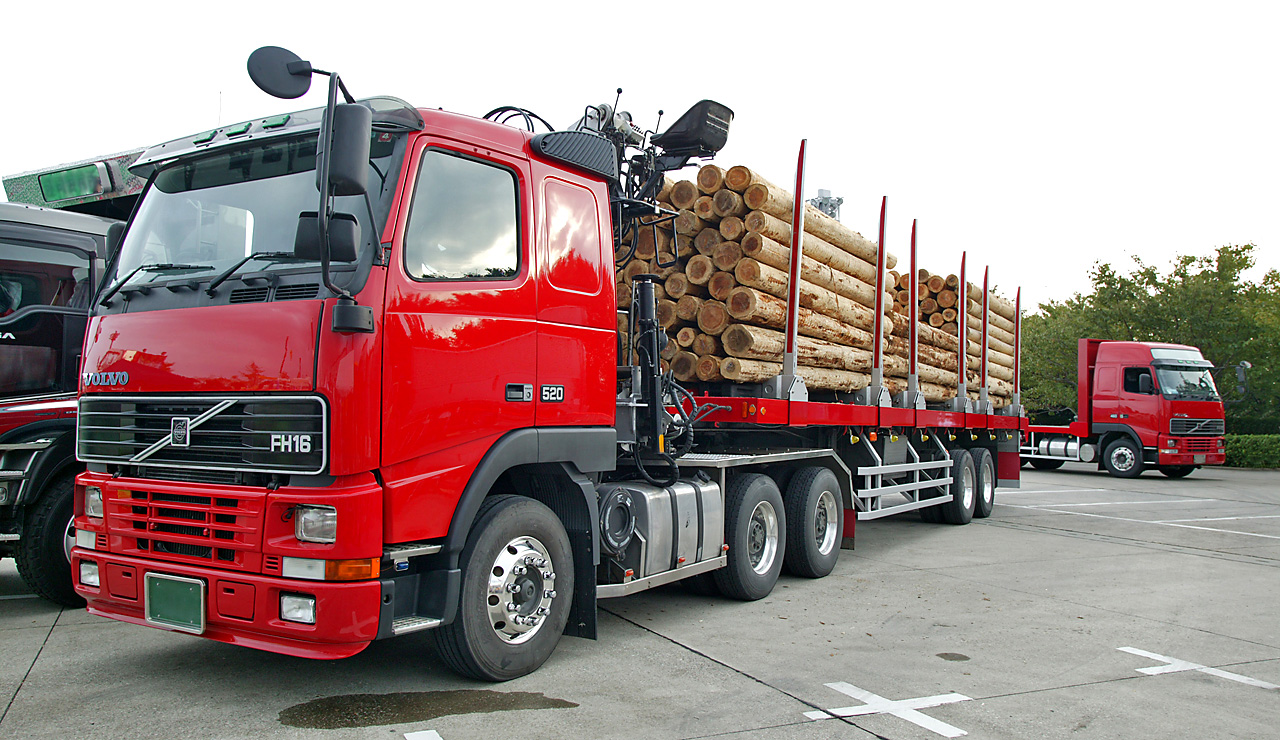
FH16
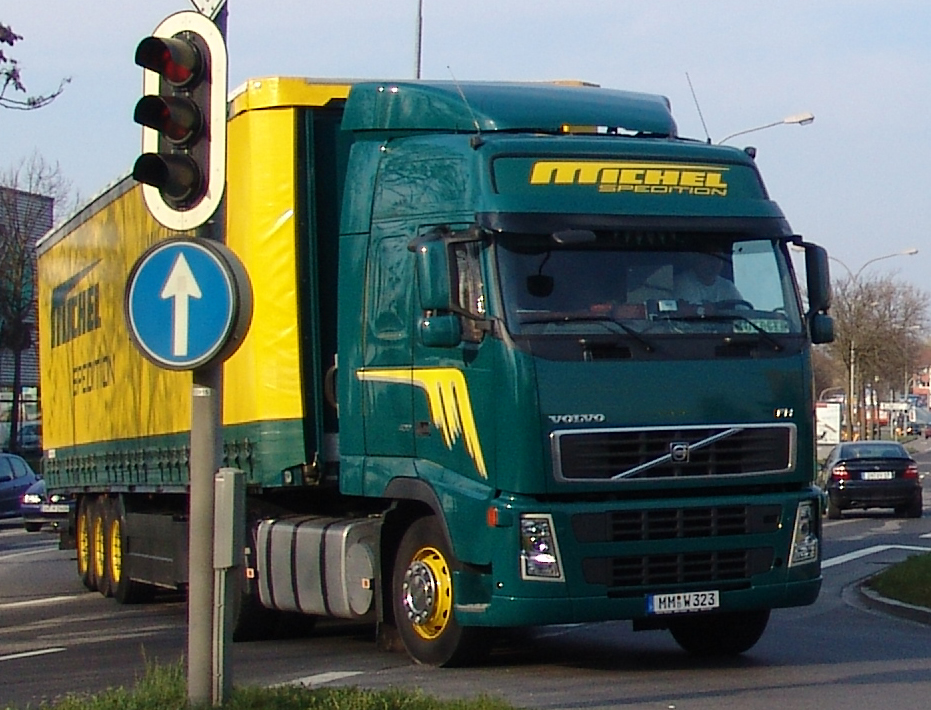
FH12
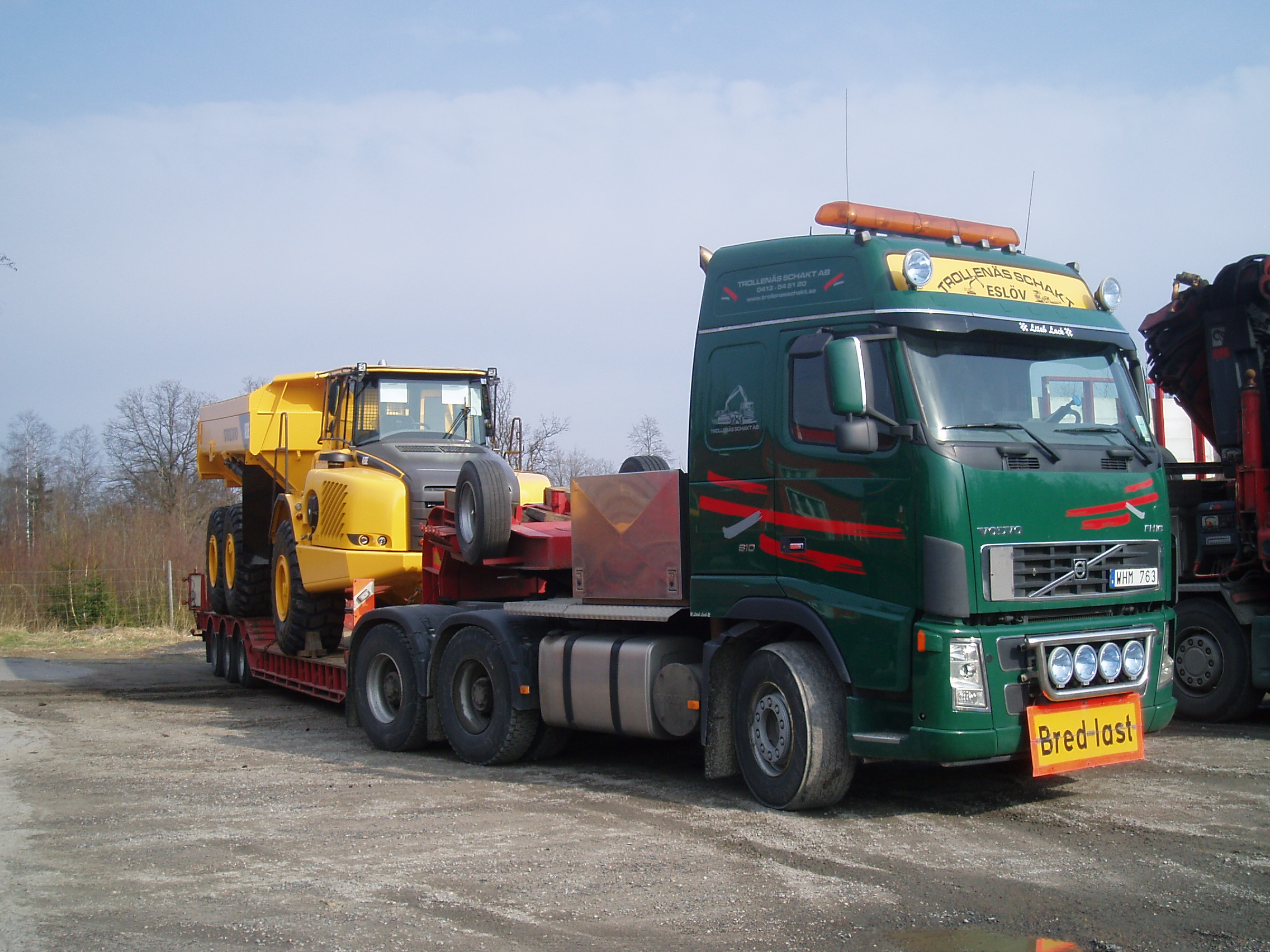
FH12
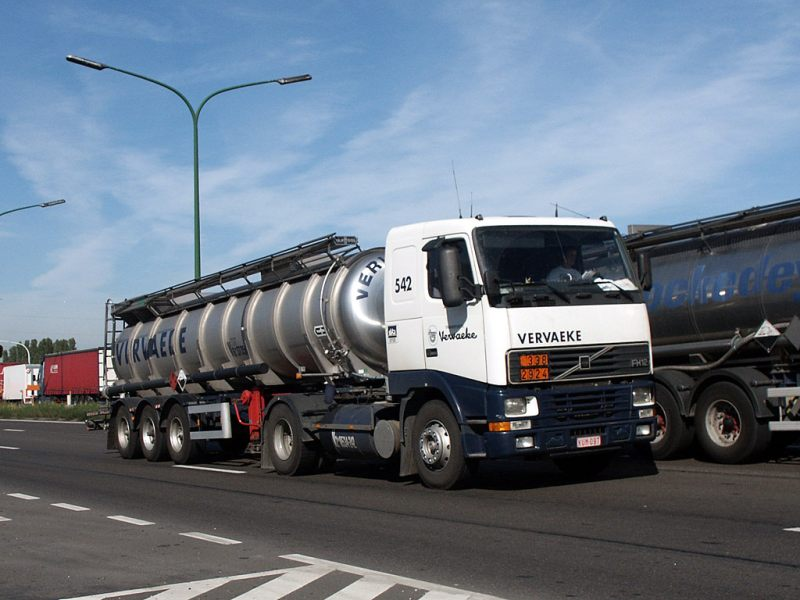
FH12
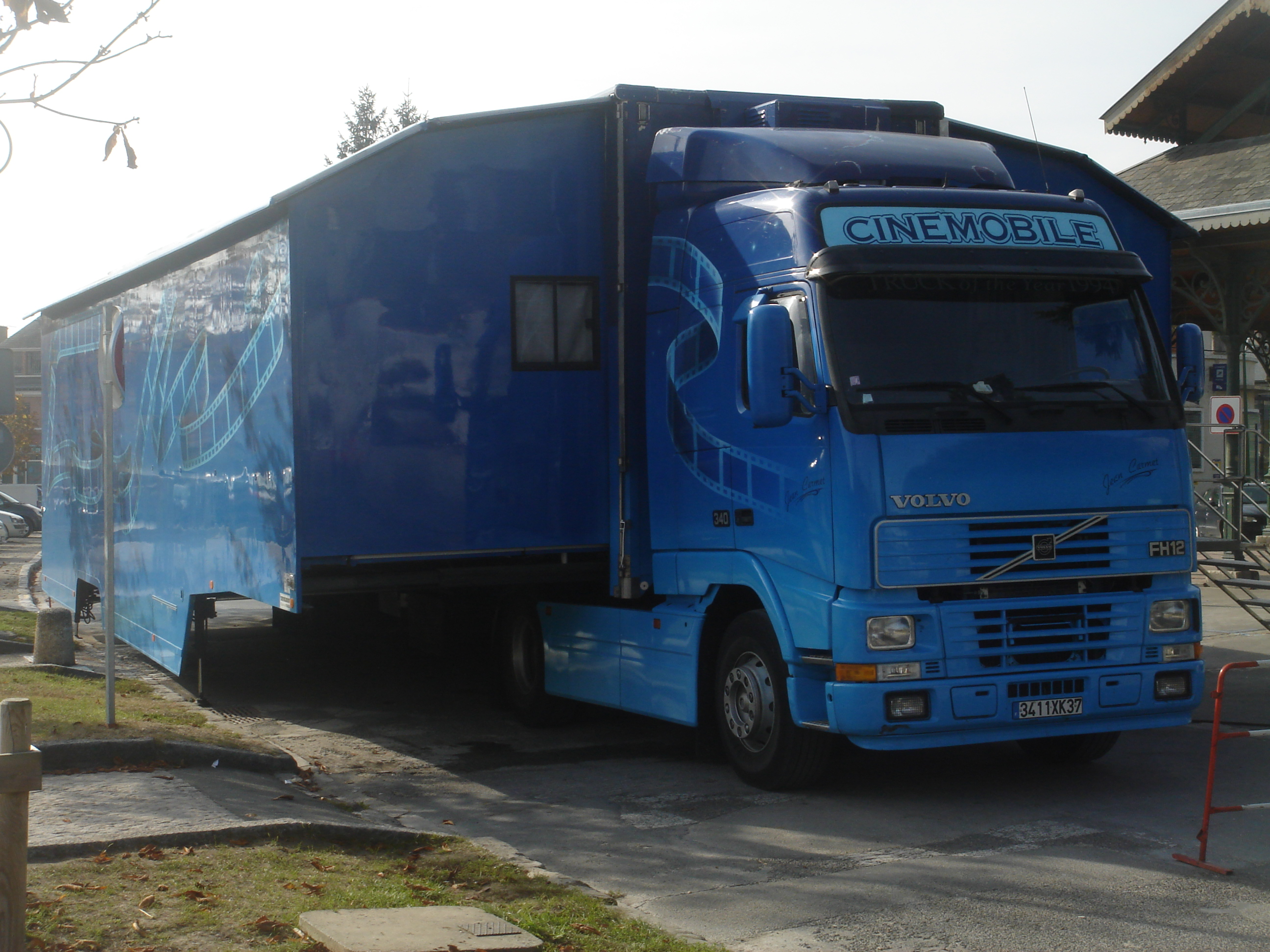
FH12, tevens een rijdende bioscoop
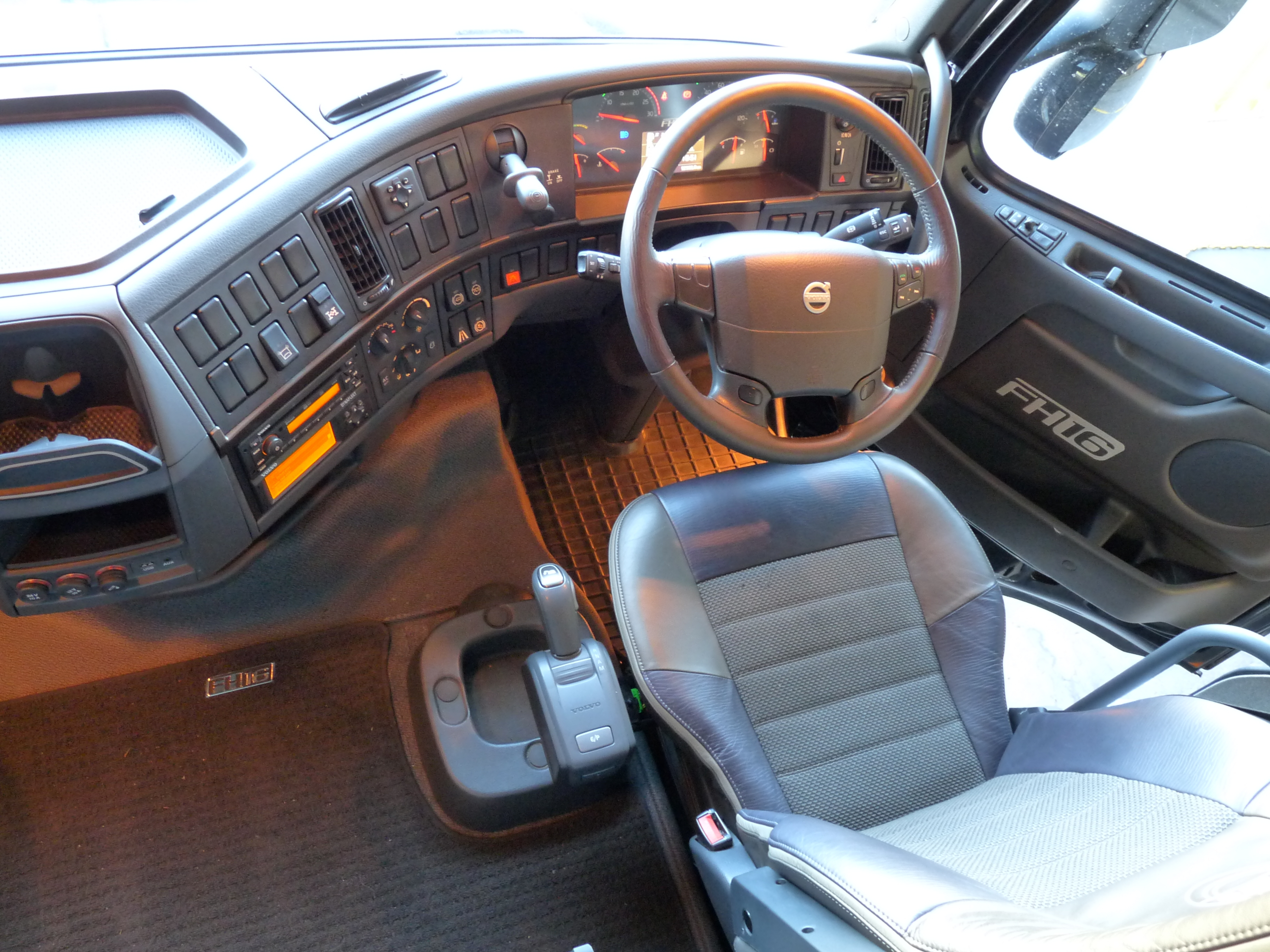
FH16
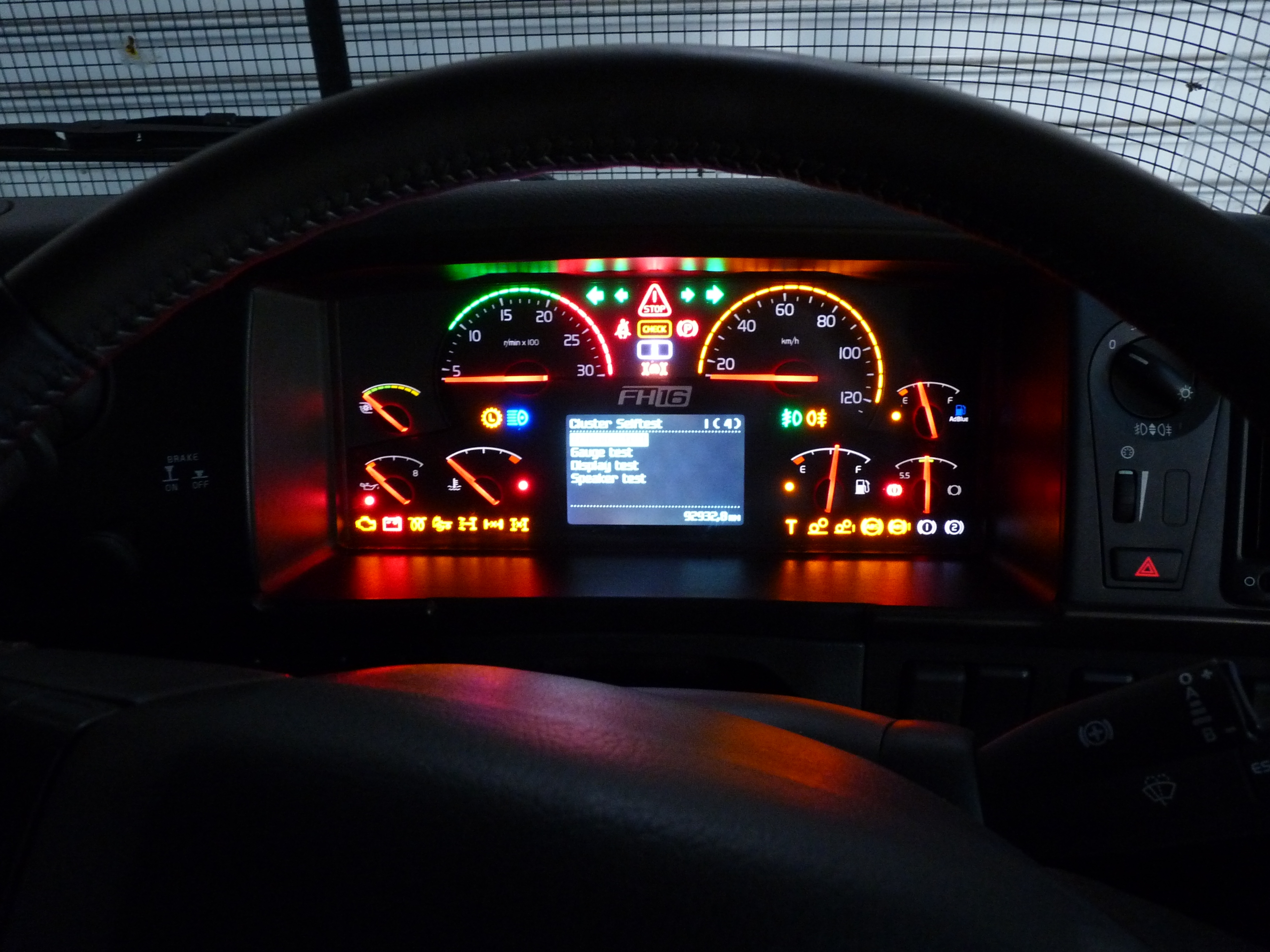
FH16
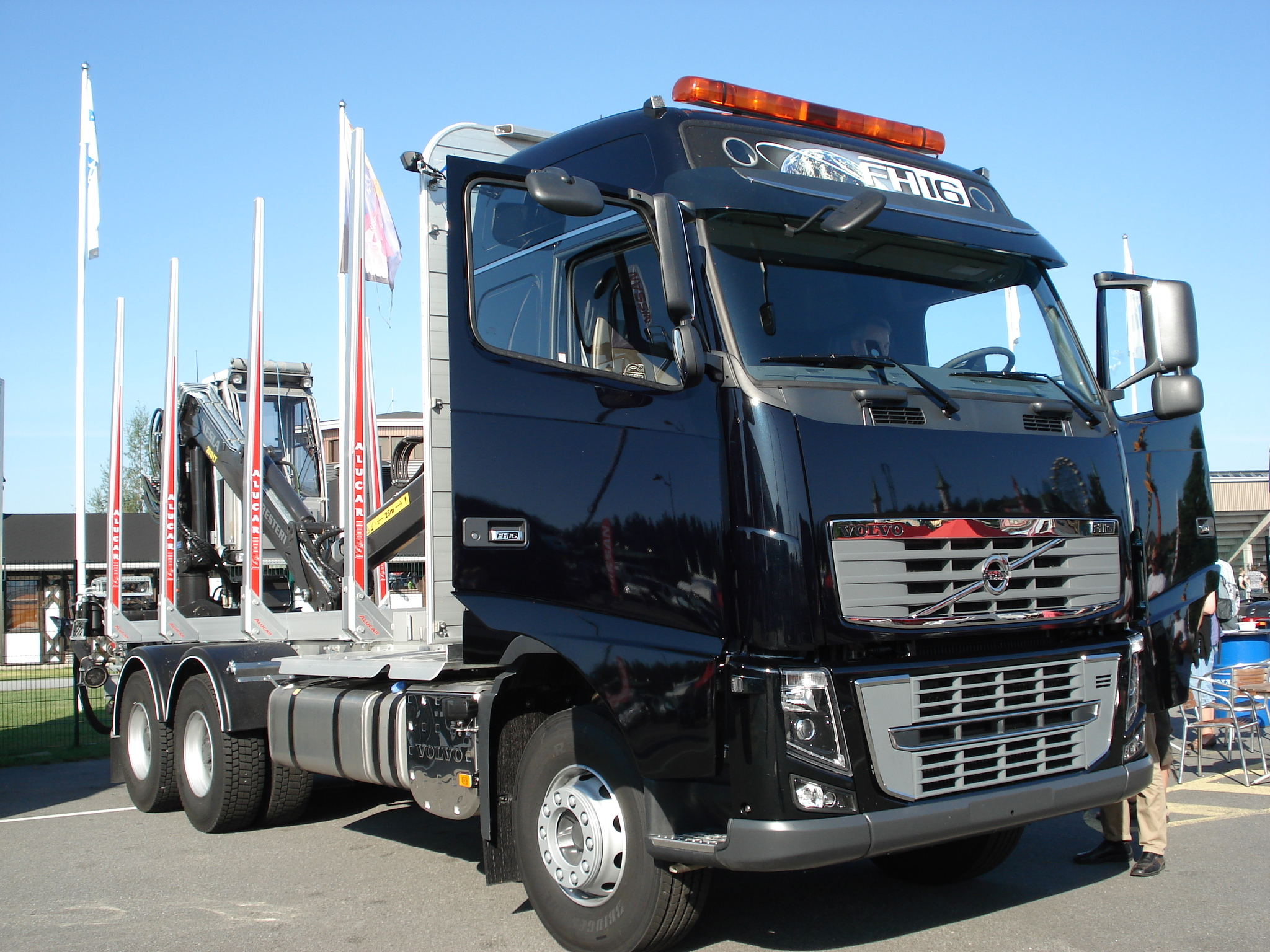
FH16 700 pk
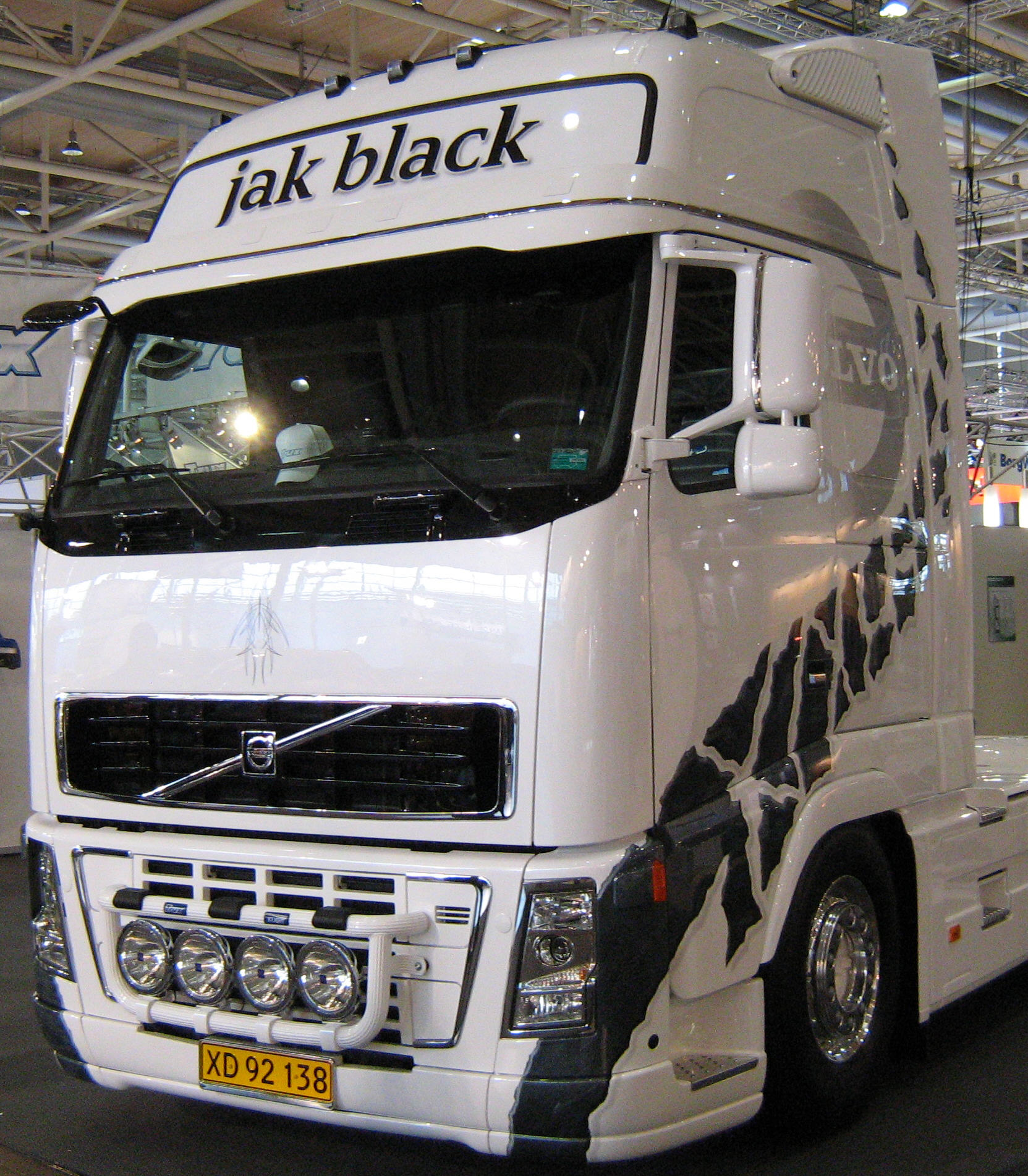
FH LKW
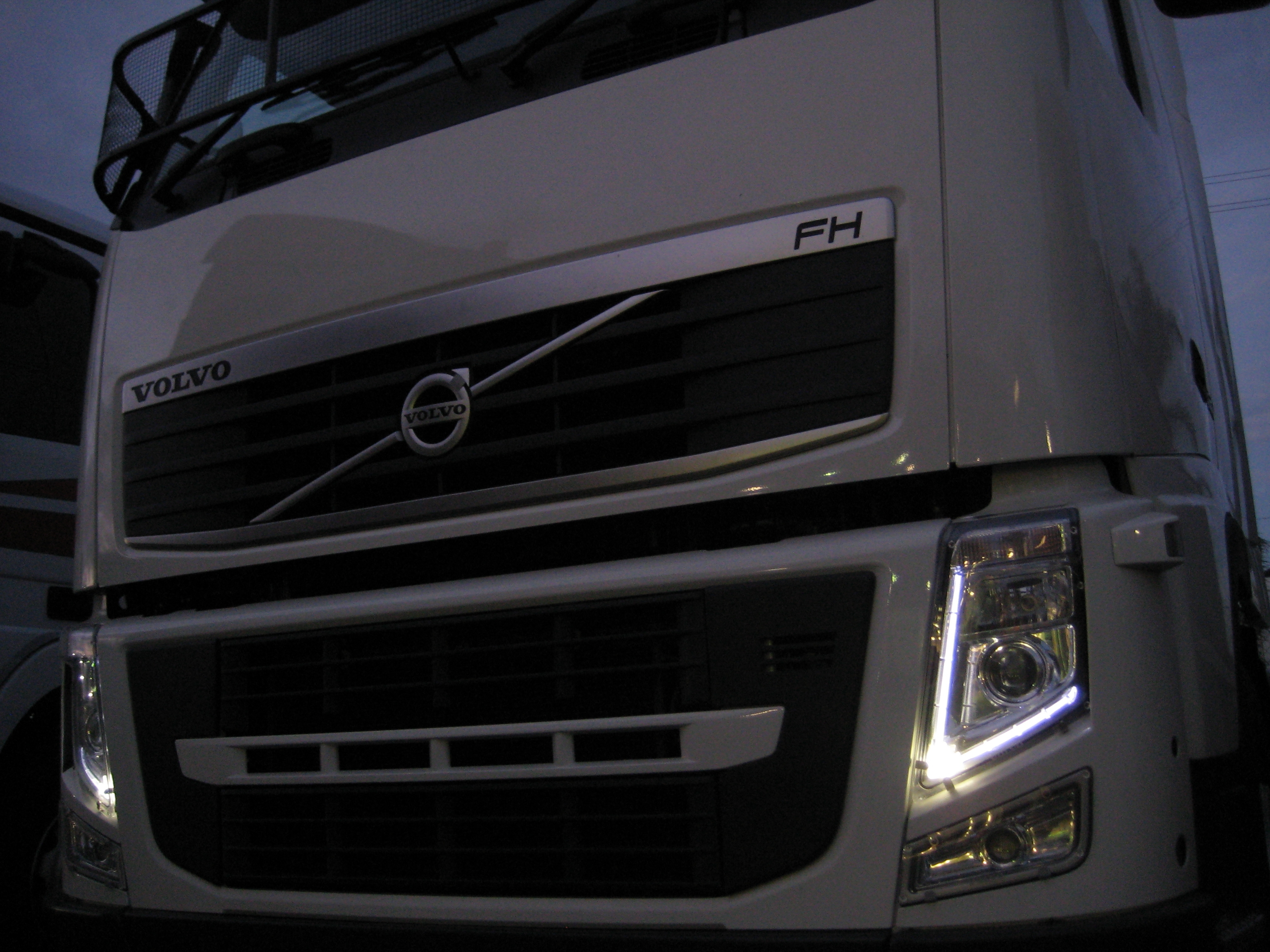
FH Led-lampen
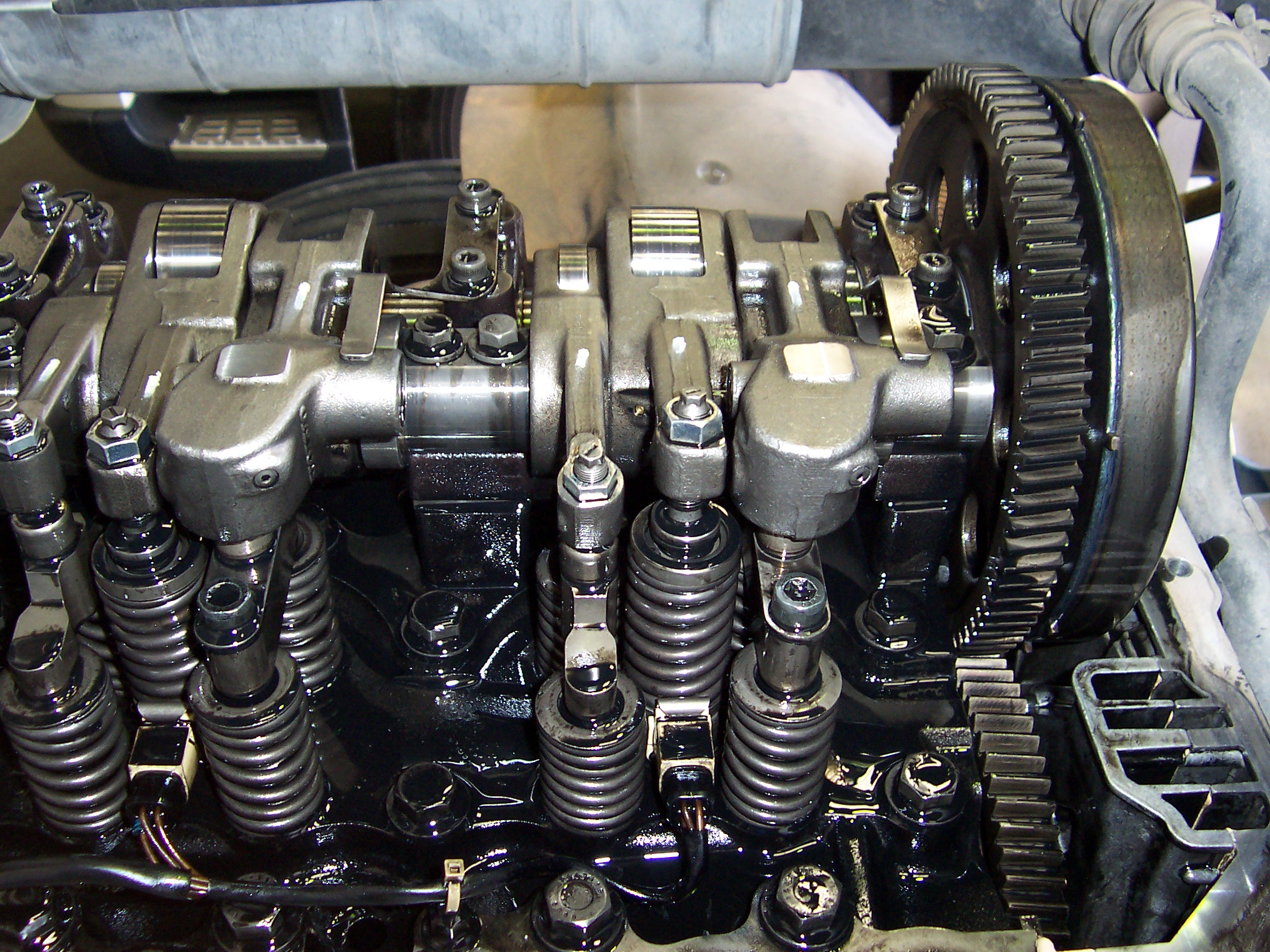
Kleppen en nokkenas
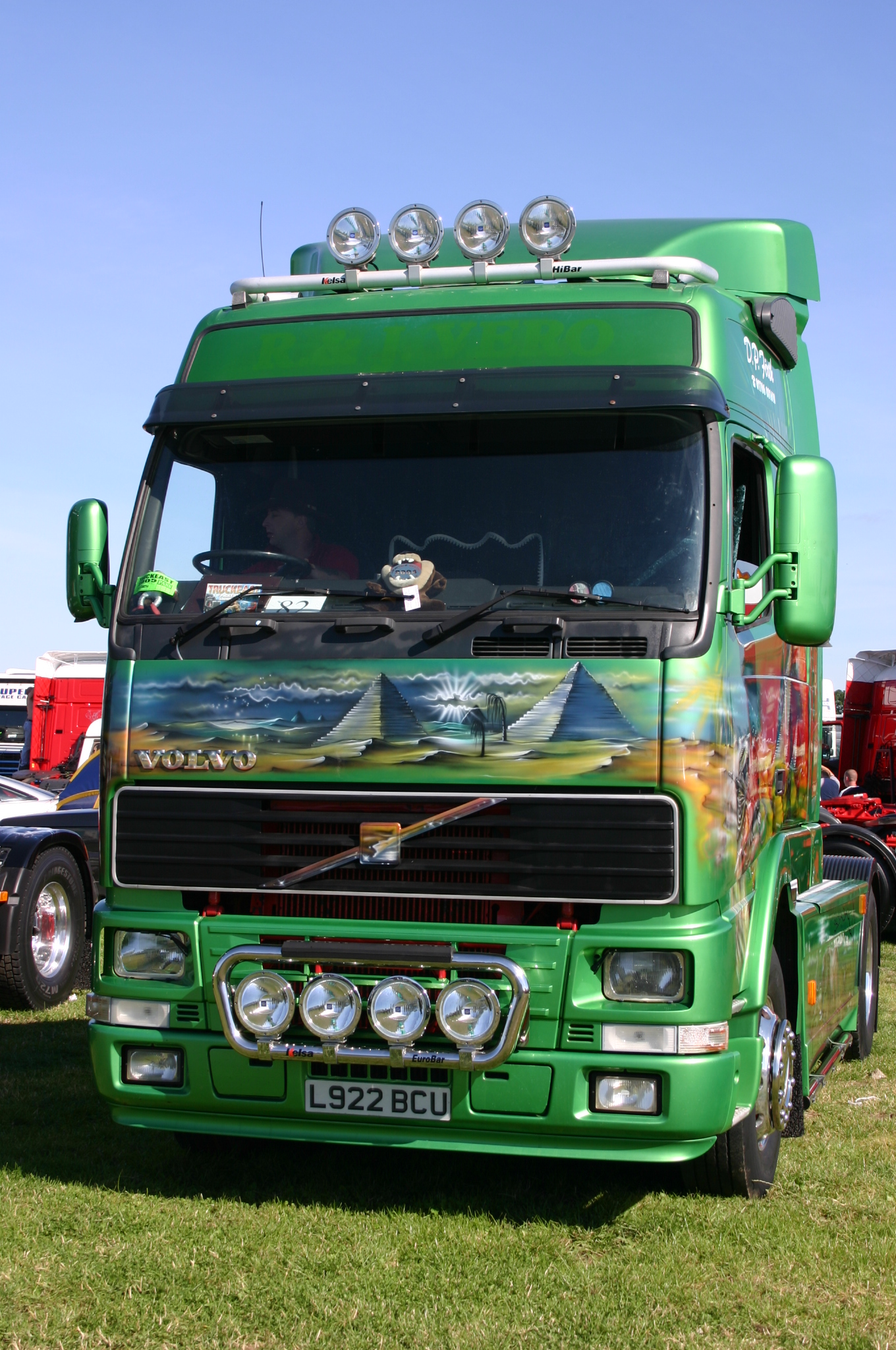
FH
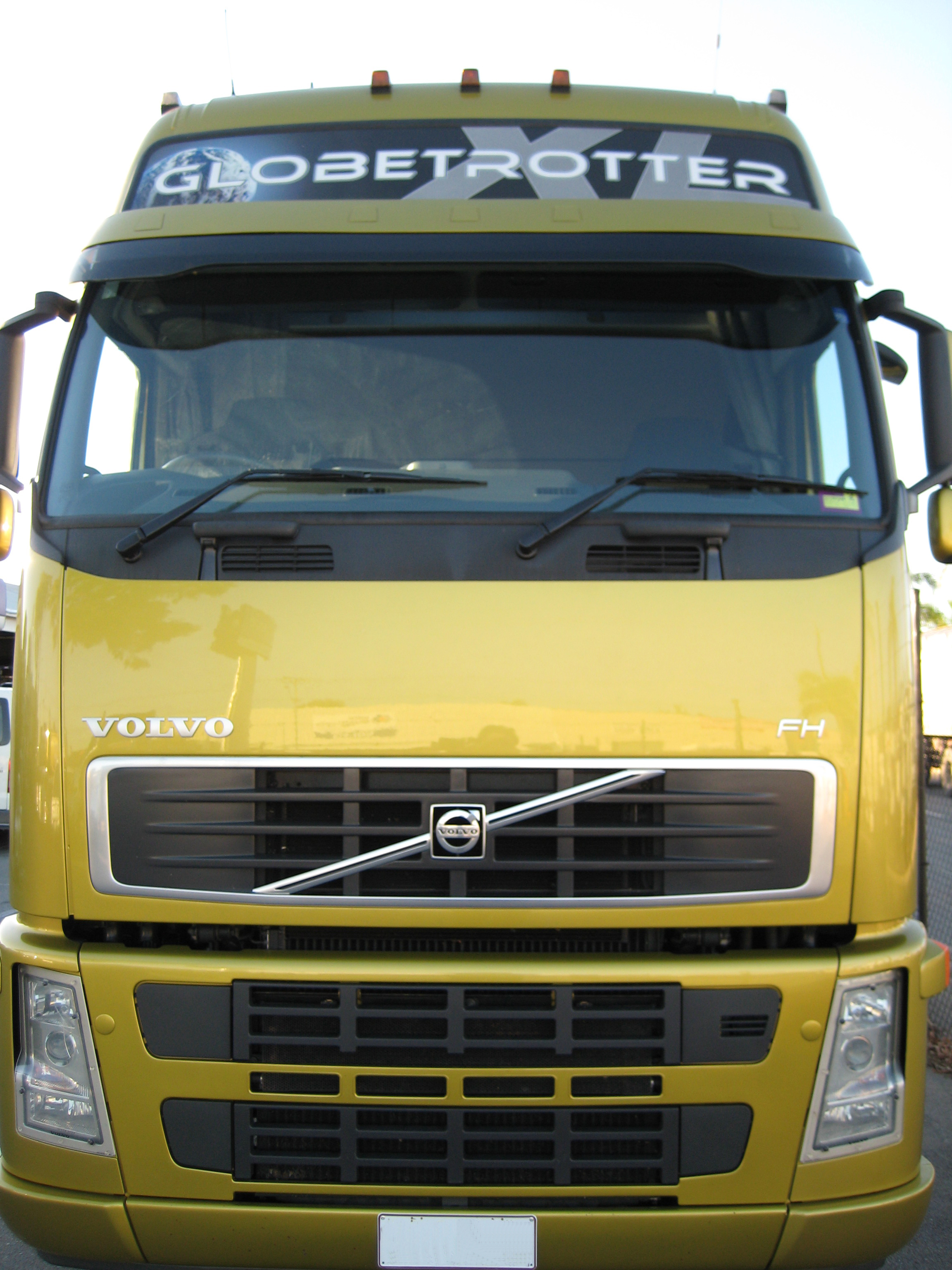
FH Globetrotter
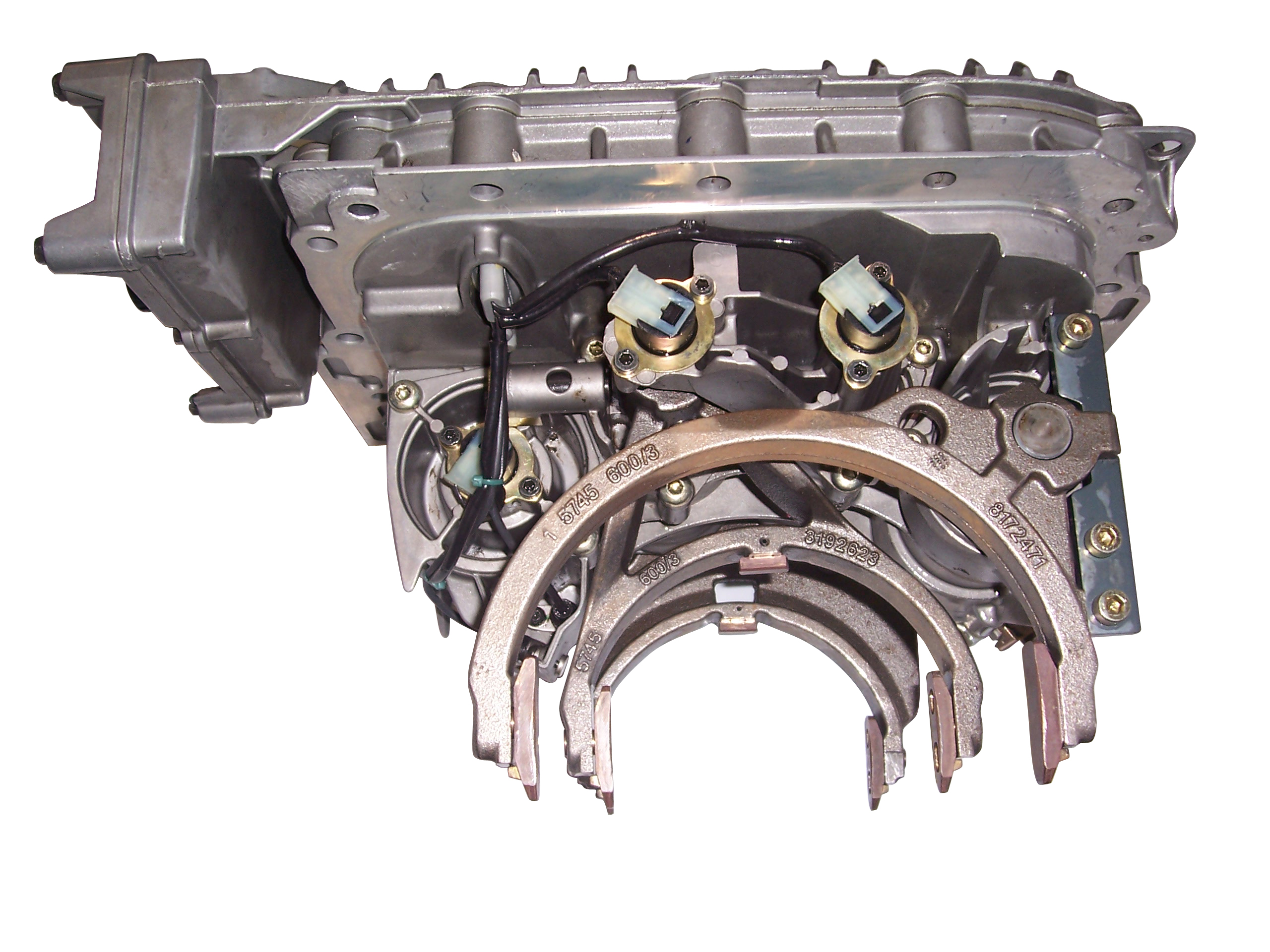
I-Shift Koppelingseenheid
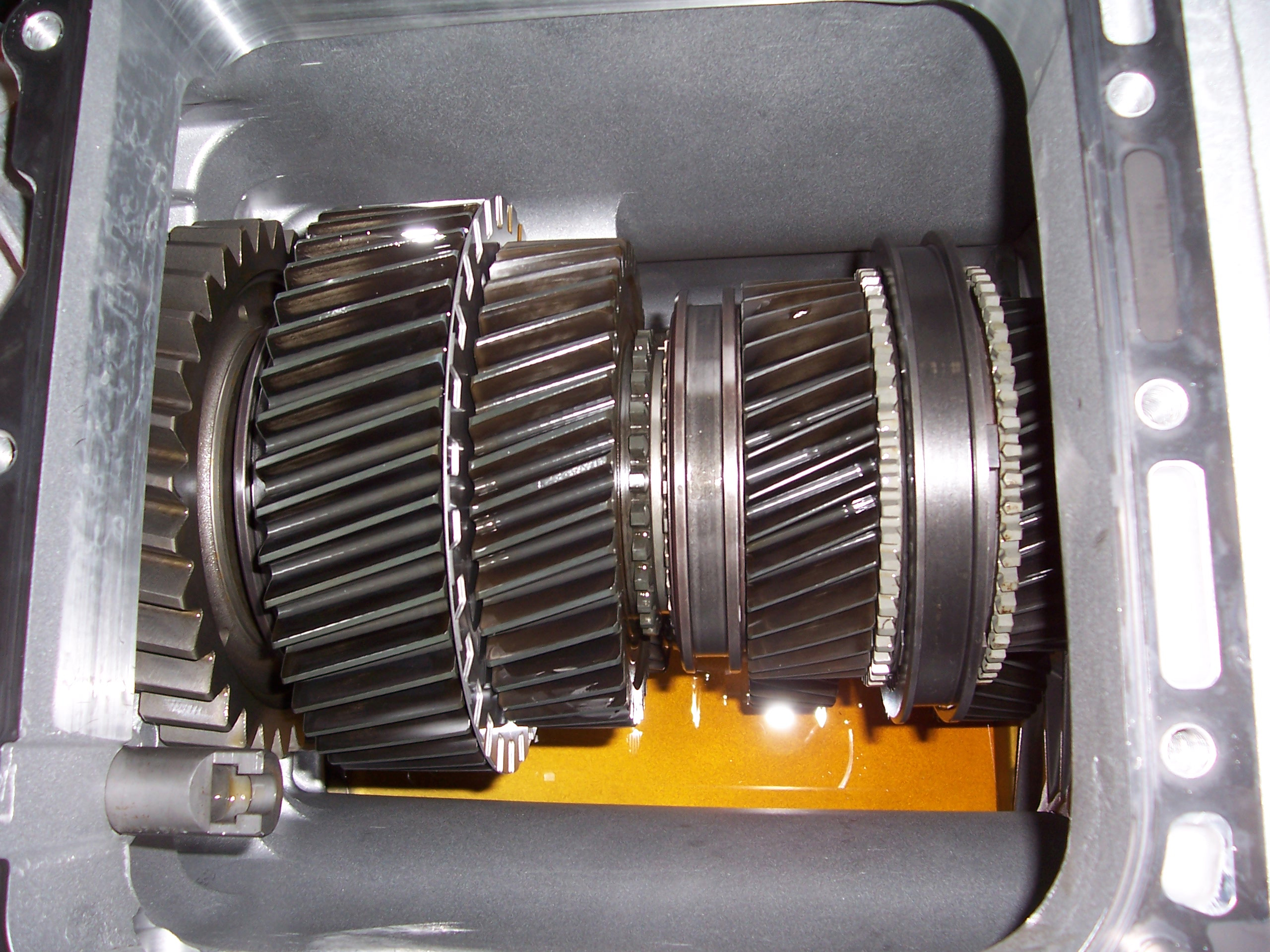
I-Shift binnenin
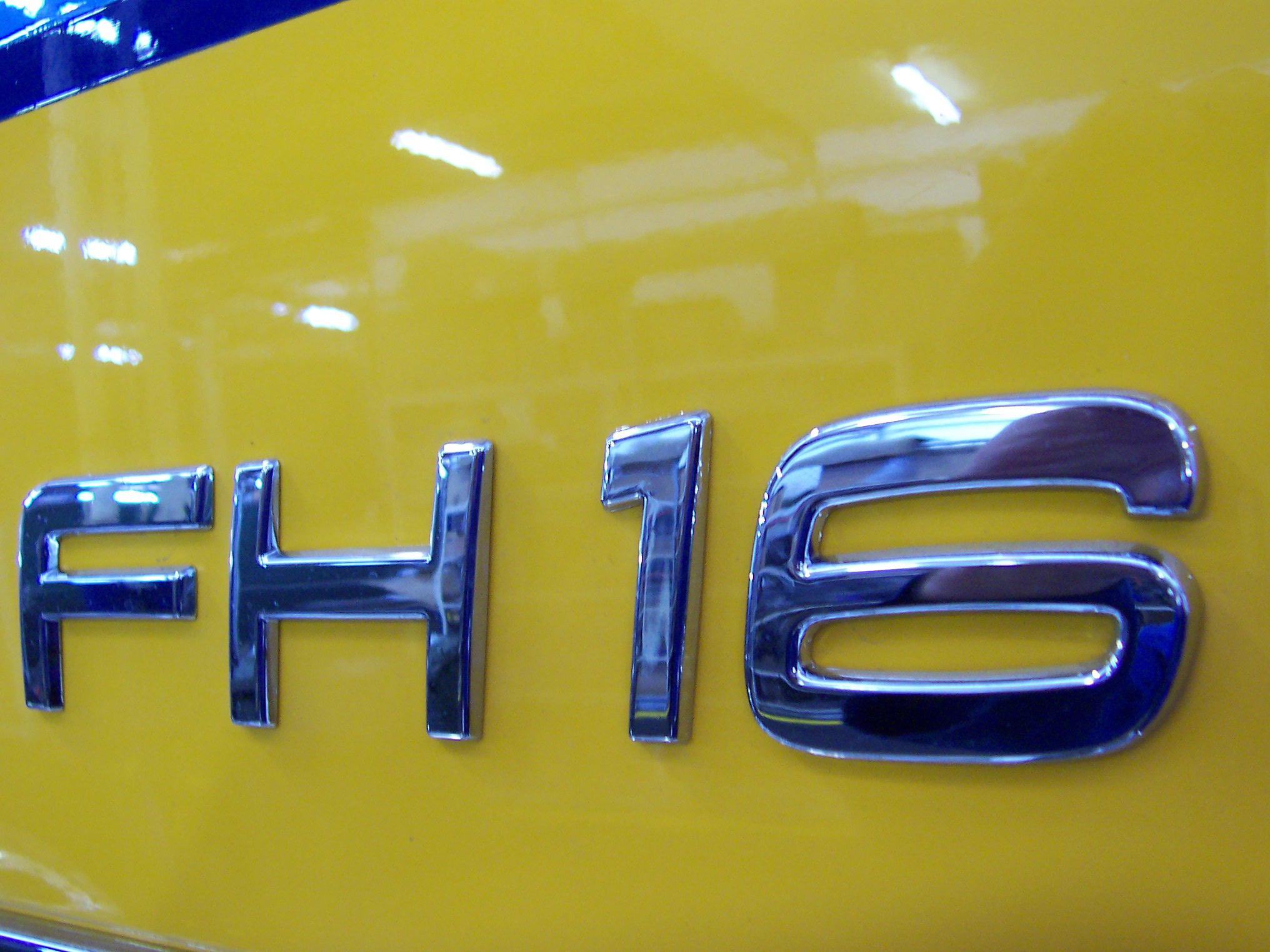
FH16 merknaam
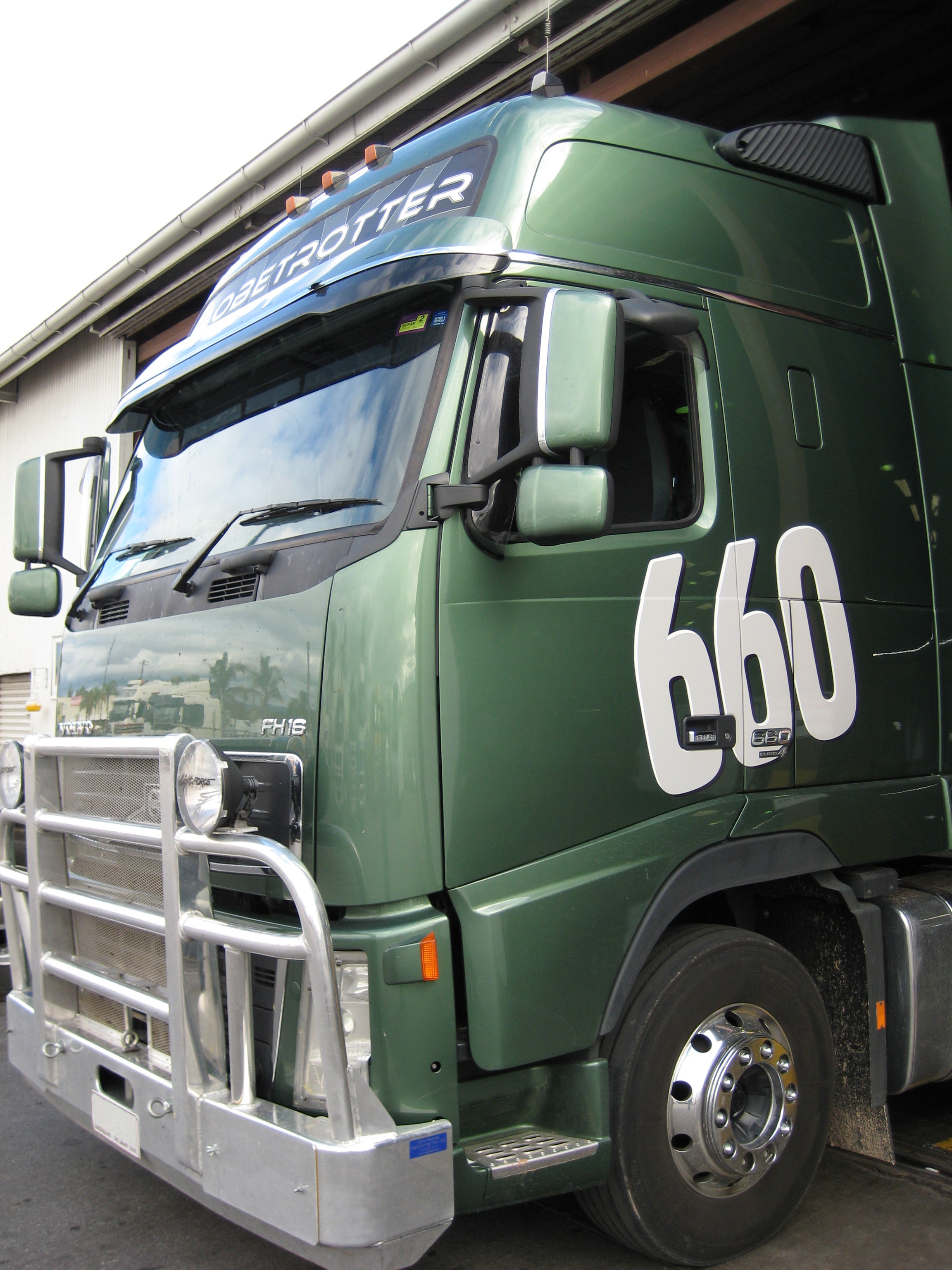
FH16 660 pk
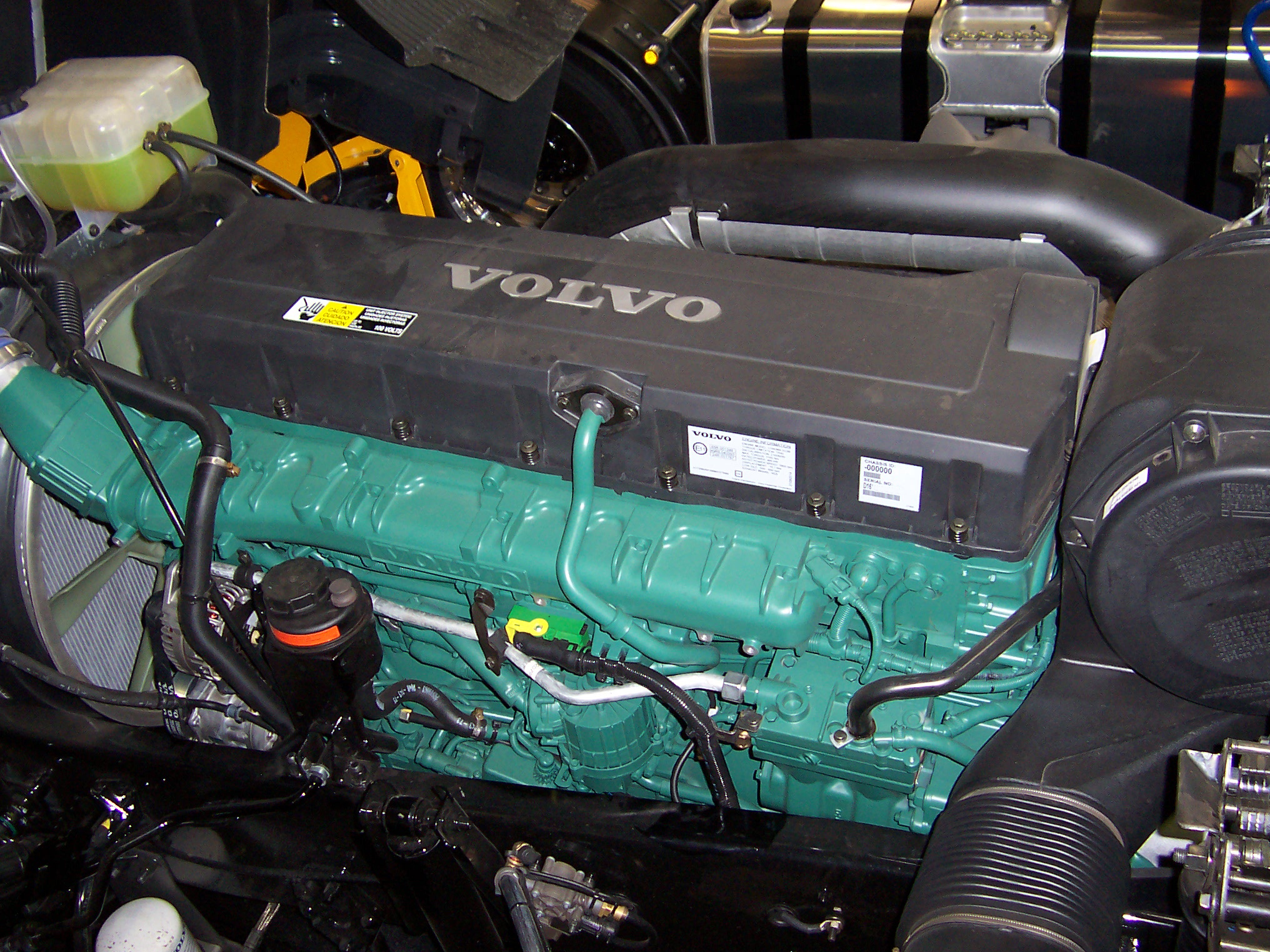
D16E
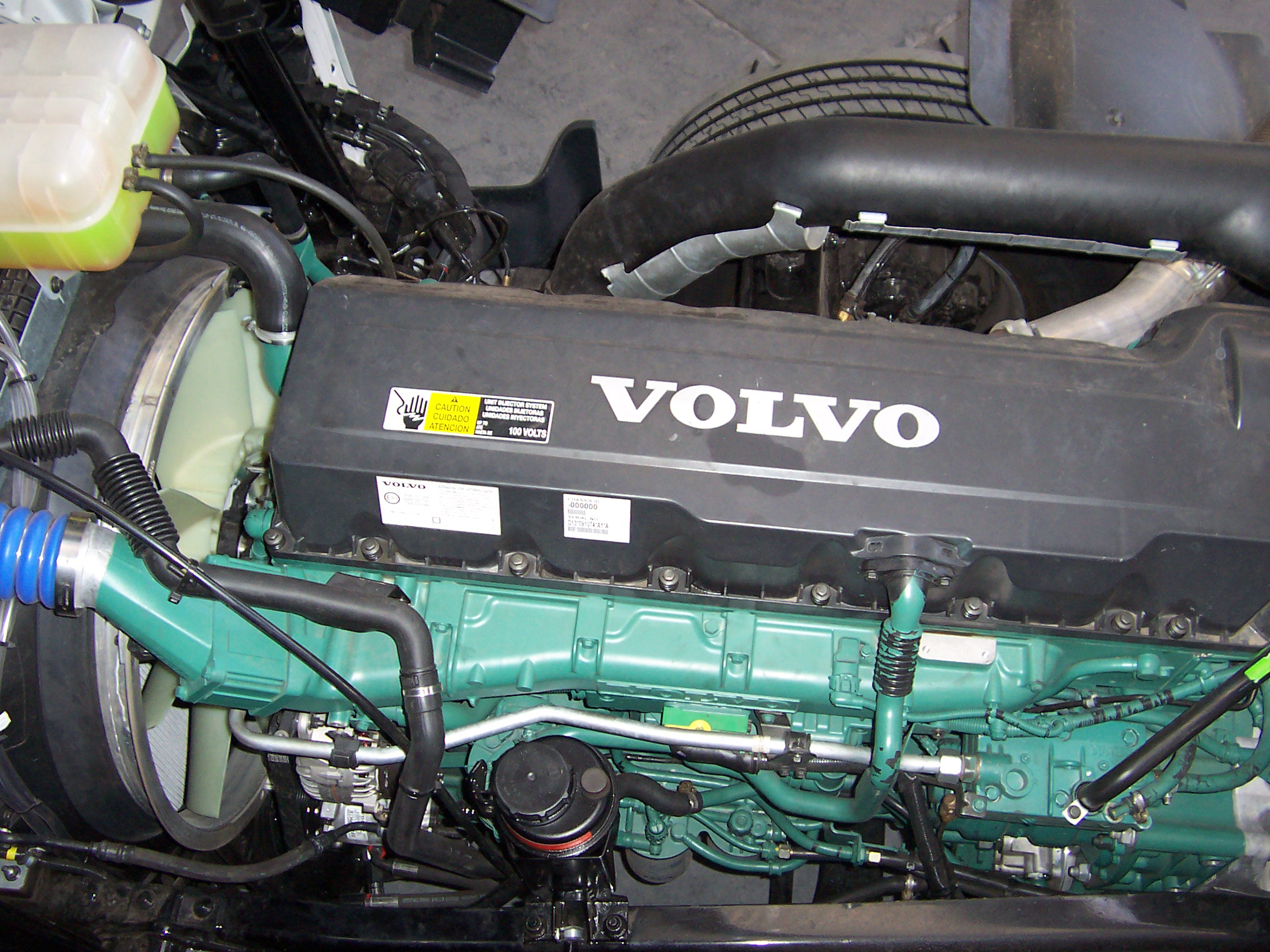
D13
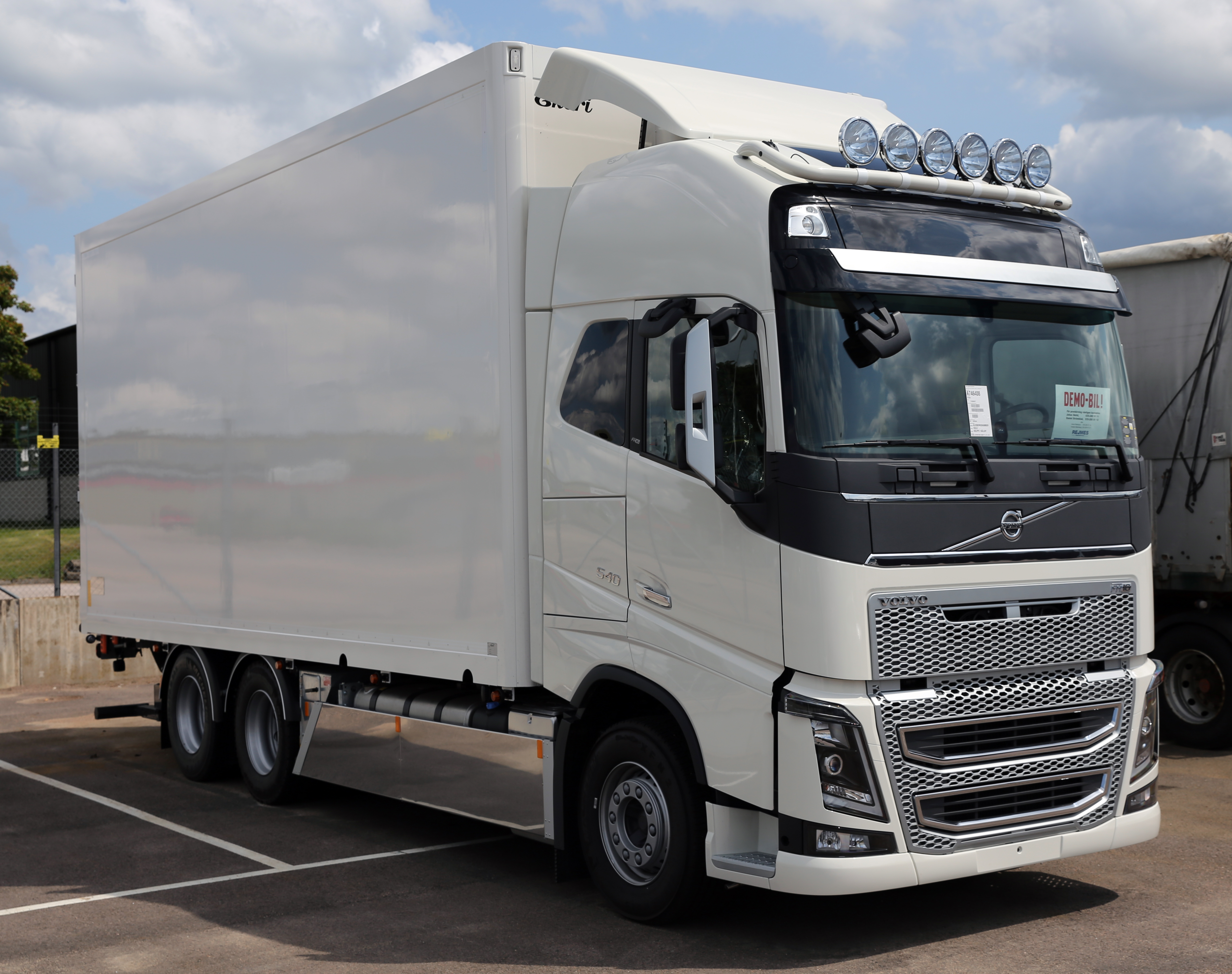
2013 FH16 540 pk